# Geschiedenis van de bloedtransfusie

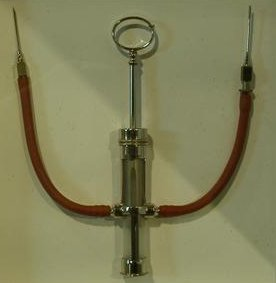
Apparatuur voor directe van persoon naar persoon bloedtransfusie uit de jaren veertig van de 20e eeuw

Dit artikel gaat over de geschiedenis van de bloedtransfusie. Bij een bloedtransfusie brengt men bloed, afkomstig van een bloeddonor, in de aderen van een patiënt, die door een te groot bloedverlies ernstige klachten heeft of zou kunnen overlijden. Gedurende vele eeuwen is er al nagedacht over de mogelijkheid om het versterkende bloed van een gezonde persoon aan een patiënt te kunnen geven.

## 1492: Bloedgave aan paus Innocentius VIII
De eerstbeschreven poging tot bloedtransfusie was die in april 1492 toen paus Innocentius VIII op zijn sterfbed met deze techniek werd behandeld. Donoren waren drie 10-jarige herdersjongetjes, die alle drie overleden, waarschijnlijk door een te groot bloedverlies. Of hun bloed ook echt in de aders van de paus werd gebracht blijft twijfelachtig, de bronnen zijn meervoudig interpretabel. Het zou kunnen dat de paus het bloed had gedronken.

## 17e eeuw: eerste experimenten
Na de ontdekking van de bloedsomloop door William Harvey in 1613, gepubliceerd in zijn boek de motu cordis ('over de beweging van het hart') in 1628, nam de interesse voor de mogelijkheid van bloedtransfusies toe. In Engeland verrichtte in modernere tijden Richard Lower (1631-1691) in 1665 de eerste directe bloedtransfusie tussen twee honden. Hij liet de ene hond bijna doodbloeden en verbond daarna een arterie (slagader) van de andere hond via een zilveren buisje aan op een vene (ader). De hogere druk in de slagader zorgde ervoor, dat het bloed inderdaad naar de ader stroomde. De donorhond stierf, de ontvanger bleef in leven.
De eerste historisch vermelde daadwerkelijke transfusie werd toegepast door de lijfarts van Lodewijk XIV, Jean-Baptiste Denis en zijn chirurgijn Emmeretz op een jongen van 16 jaar op 15 juni 1667, waarbij zij gebruik maakten van het bloed van een lam. De gedachte hierbij was, dat een lam onschuldig was (ook volgens de christelijke symboliek) en dat daarmee het bloed van het lam wel onschuldig zou zijn wanneer het toegediend zou worden aan de mens. Het is echter onmogelijk om bloed van dieren aan mensen te geven: de cellen zijn voor het menselijk lichaam meteen herkenbaar als "lichaamsvreemd" en er treedt een acute en ernstige afweerreactie op.
In hetzelfde jaar pasten Denis en Emmeretz de eerste bloedtransfusie toe van mens naar mens. Ze verbonden de slagader van een van hun proefpersonen met de ader van een andere persoon. Soms ging dat goed, soms ook niet. Toen er steeds meer ongelukken gebeurden werd Denis in Parijs voor het gerecht gesleept. In de rechtbankverslagen is een heftige strijd te lezen tussen de "transfusionisten" en de "anti-transfusionisten". Vanaf 1670 werd de bloedtransfusie verboden.

## 19e eeuw: hernieuwde pogingen
In de 19e eeuw werden experimenten met bloedtransfusies hervat, maar ook toen hadden vele daarvan een dodelijke afloop. De Britse gynaecoloog James Blundell voerde de eerste geslaagde transfusies uit waarbij hij twee grondregels introduceerde: transfusie mag alleen met menselijk bloed, en alleen in geval van levensbedreigend bloedverlies. De risico's bleven groot; één op de drie patiënten overleefde de transfusie niet, hoewel het rond 1850 een relatief veilige grote chirurgische ingreep was. Dat het in maar liefst twee derde van de gevallen toch nog goed afliep, is eenvoudig te verklaren uit de frequentieverdeling van de toen nog onbekende bloedgroepen in de bevolking, en daarmee de kans om zonder kennis van het bloedgroepensysteem toch compatibel bloed te krijgen (zie Bloedgroep).
Vanwege de risico's werd enige tijd alleen transfusie van het serum toegepast.

### Dracula
In de geruchtmakende roman Dracula van Bram Stoker worden meerdere keren bloedtransfusies beschreven, steeds met succes.
Dit komt bij de moderne lezer vreemd voor, maar in de tijd van Stoker waren de bloedgroepen nog niet bekend.

## 20e eeuw: Ontdekking van de bloedgroepen en van bewaarmogelijkheden van bloed

### 1901: Karl Landsteiner ontdekt het AB0-systeem
In de 20e eeuw werden de bloedgroepen ontdekt. In 1901 ontdekte Karl Landsteiner (1868-1943) het AB0-systeem (bloedgroepen A, B, AB en 0). Op de buitenkant van de rode bloedcellen bleken twee eiwitten voor te komen (A en B), die de ene persoon wél had, en de andere niet. Wanneer men alleen A heeft, heeft men bloedgroep A, bij alleen B is men B, wanneer men A- en B-eiwitten heeft, heeft men AB en wanneer men geen van beide heeft, is men 0 (nul, dit wordt vaak uitgesproken als "O"). Deze ontdekking loste al veel van de problemen bij transfusies op, die veroorzaakt waren door het geven van bloed waarvan de bloedgroep niet geschikt was voor de ontvanger van het bloed

### 1914: Albert Hustin doet de eerste indirecte transfusie
Het feit dat bloedgever en –ontvanger rechtstreeks met elkaar verbonden moesten zijn, was een beperkende factor. De Belg Albert Hustin ontdekte dat natriumcitraat het stollen van het bloed tegenging. Hiermee kon de kwaliteit van het bloed bewaard blijven en werden bloedbanken in principe mogelijk (mits koeling). Op 27 maart 1914 paste Hustin zijn methode voor het eerst en met succes toe bij een patiënt in het Sint-Janshospitaal (Brussel). In april 1914 publiceerde hij over deze primeur het artikel Principe d’une nouvelle méthode de transfusion sanguine.

### 1937: Karl Landsteiner en Alexander Wiener ontdekken de resusfactor
Sommige ontvangers van bloed stierven toch, hoewel het bloed van dezelfde bloedgroep (A, B, AB of 0) was. Enige tientallen jaren later ontdekten Karl Landsteiner en Alexander Wiener dat dit kwam doordat er nog een andere bloedgroep van belang was, namelijk de resusfactor. Deze factor is vernoemd naar de resusaapjes, waarin zij ontdekt werd. Bij mensen heeft 10% tot 15% géén resusfactor aan de buitenkant van de rode bloedcellen. Deze personen zijn dan resusnegatief, en wanneer zij bloed ontvangen van resuspositieve personen, kan dit inderdaad tot zeer grote problemen leiden. Ook resusantagonisme wordt veroorzaakt doordat de moeder resusnegatief is, en de baby waarvan ze in verwachting is, resuspositief.
Door rekening te houden met deze bloedgroepen (A, B en de resusfactor) werden bloedtransfusies een heel stuk veiliger.

### 1943: Charles Drew organiseert de eerste bloedbank
Charles Drew richtte de eerste bloedbank op tijdens de Tweede Wereldoorlog in Groot-Brittannië. Al snel volgden bloedbanken bij diverse ziekenhuizen. Elk ziekenhuis stichtte een eigen bloedbank, waarbij mensen uit de omgeving opgeroepen werden om bloed te komen geven. Vaak bestond zo'n bloedbank alleen uit een kast met de spullen die nodig waren voor de donatie, een stoel, en een koelkast om het bloed in te bewaren.
Met de ontwikkeling van de medische wetenschap en de geneeskunde werd de vraag naar bloed groter, én veranderden de eisen die aan een bloedbank gesteld werden. Bloedbanken werden steeds groter en georganiseerder en gingen steeds vaker samenwerken, wat in Nederland en België uiteindelijk leidde tot één landelijke organisatie waarbij alle plaatselijke bloedbanken aangesloten zijn.

## Verdere ontwikkelingen
Bloed kan opgesplitst worden in verschillende onderdelen (bloedproducten), zodat de patiënt alleen dat deel van het bloed krijgt, dat hij of zij nodig heeft. Vaak kan bloed ook vervangen worden door kunstmatige middelen die het risico van infecties of onverwachte andere reacties verkleinen. Betere diagnostische mogelijkheden en operatietechnieken zorgen er bovendien voor dat artsen minder vaak bloed hoeven voor te schrijven aan een patiënt.
In april 2007 kondigden wetenschappers in Nature Biotechnology aan dat ze enzymen hadden ontdekt die de bloedgroepbepalende eiwitten A en B kunnen verwijderen van de rode bloedcel. Hierdoor kan men in de toekomst mogelijk een zakje bloed met bloedgroep A, B of AB na bewerking voor bloedgroep 0 laten doorgaan. Het grote voordeel hiervan zou zijn dat dit de bloedgroep is die - mits de resusfactor overeenkomt - aan alle patiënten gegeven kan worden.